# Dysphania adempta
Dysphania adempta là một loài bướm đêm trong họ Geometridae.